# Peter Shaffer
Peter Levin Shaffer (ur. 15 maja 1926 w Liverpoolu w Anglii, zm. 6 czerwca 2016 w hrabstwie Cork w Irlandii) – brytyjski dramatopisarz, scenarzysta. Brat bliźniak dramatopisarza Anthony'ego Shaffera.
Pochodził z rodziny żydowskiej. Studiował historię w Trinity College na Uniwersytecie Cambridge.
Autor m.in. sztuk teatralnych Equus (1973) i Amadeusz (1979), scenarzysta filmu Jeździec (1977) i współautor scenariusza do filmu Amadeusz (1984) nakręconych na podstawie tych sztuk. W 1969 powstał film oparty na jego sztuce pod tym samym tytułem The Royal Hunt of the Sun (pol. Królewskie polowanie na słońce).
Pochowany na cmentarzu Highgate Cemetery w Londynie.

## Sztuki teatralne
- Królewskie polowanie na słońce (The Royal Hunt of the Sun) (1964)
- Czarna komedia (Black Comedy) (1965)
- Białe kłamstwa (The White Liars) (1967)
- Equus (1973)
- Amadeusz (1979)
- Letycja i lubczyk (Lettice and Lovage)[4] (1987)

## Nagrody
Zdobywca Oscara w 1985 za najlepszy scenariusz adaptowany i Złotego Globu w 1985 za najlepszy scenariusz do filmu Amadeusz.
Otrzymał dwukrotnie Tony Award w kategorii dla najlepszej sztuki dramatycznej za Equusa w 1975 i Amadeusza w 1981.

## Odznaczenia i tytuły
W uznaniu zasług dla brytyjskiego teatru, został odznaczony Orderem Imperium Brytyjskiego (CBE) (1987) oraz pasowany przez królową Elżbietę II na Rycerza Kawalera (2001).